# Кыпа-Мялильнярылькы
Кыпа-Мялильнярылькы (устар. Кыпа-Вельнярыль-Кы) — река в России, протекает по территории Ямало-Ненецкого АО. Устье реки находится в 3 км по правому берегу реки Мялильнярылькы. Длина реки составляет 17 км.

## Данные водного реестра
По данным государственного водного реестра России относится к Нижнеобскому бассейновому округу, водохозяйственный участок реки — Таз, речной подбассейн реки — подбассейн отсутствует. Речной бассейн реки — Таз.
Код объекта в государственном водном реестре — 15050000112115300069633.